# 오토사카 유우
오토사카 유우(乙坂 有宇)는 일본의 애니메이션 작품인 샤를로트의 등장인물이다. 해당 작품의 남자 주인공이다.

## 캐릭터 담당 성우
이 캐릭터 담당 성우는 남자로 우치야마 코우키(일본어: 内山昂輝)이다.

## 능력
에피소드 초기에서부터 나타나는 능력이다.  주인공의 이 능력이 주인공을 호시노우미 학원에 진입하게 하는 원인이 되기도 했다. 오토사카 유우는 자신의 이 능력을 악용하여 꾸준히 컨닝을 한 후, 명문 고교인 히노모리 고교에 신입생 대표 자격으로 입학했었는데 호시노우미 학원 학생회에게 오토 능력을 악용했다는 사실을 들켜, 호시노우미 학원으로 고교를 이전하게 된다.
초반에는 타인의 몸으로 갈아타 5초 간 있을 수 있는 "빙의" 능력으로 알려졌으나, 에피소드가 거듭될수록, 점점 오토사카 유우의 능력의 실체가 밝혀져 가면서 오토사카 유우의 능력은 5초 간 빙의 능력으로 타인의 몸에 있는 동안 타인의 능력을 빼앗아 자신의 것으로 만들 수 있는 약탈이라는 사실이 드러난다. 이 능력은 오토사카 유우가 샤를로트의 마지막 에피소드에서 맡은 중대한 임무에서 유용하게 사용된 능력이기도 하다.

## 등장인물과의 관계

### 오토사카 아유미
오토사카 유우의 여동생, 오빠인 오토사카 유우가 호시노우미 학원에 등교할 때 오토사카 유우에게 오므라이스를 챙겨주기도 한다.
여섯 번째 에피소드에서 오토사카 아유미가 본인을 질투한 친구에게 위협 당했을 때, 아유미의 붕괴 능력이 발동되어 아유미의 중학교 건물이 붕괴되었고, 일곱 번째 에피소드에서 오토사카 유우는 아유미의 사망 소식을 접하고 슬퍼 좌절하게 되는데 그 후로 계속 방황하다가, 나중에는 타임리프 능력을 본인의 형에게 얻어 과거로 돌아가 동생을 살린다.
그리고 이 사건이 오토사카 유우에게 중대한 임무를 맡게 해 준 원인이 되기도 했다.

### 토모리 나오
호시노우미 학원의 학생 회장인 토모리 나오의 도촬 행위로 인해 오토사카 유우는 첫 에피소드에서 호시노우미 학원에 입학하게 되는 계기가 된다.
오토사카 유우가 방활했던 시기에 오토사카 유우가 원래의 생활대로 다시 돌아갈 수 있도록 도움을 준 인물이다. 또 오토사카 유우에게 마지막 에피소드에서 중대한 임무를 맡게한 인물이기도 하다.
에피소드가 나아갈 수록 서로의 관계가 발전하기 시작하는데 끝으로 접어들면서 연인 관계로 발전한다.

## 기타
고등학교 1학년 남학생, 여동생과 같이 살고있는 거주지는 학교 근처의 맨션에서 살고 있다.
이혼한 어머니가 양육권을 먼 곳에 살고 있는 삼촌에게 전달했다는 것이 사유이다.

## 같이 보기
- 토모리 나오
- 오토사카 아유미
- 타카조 조지로
- 니시모리 유사
- 쿠로바네 미사